# Eugene Chadbourne
Eugene Chadbourne (Mount Vernon, 4 gennaio 1954) è un chitarrista e suonatore di banjo statunitense.
Nel corso della sua carriera ha collaborato con tantissimi artisti o gruppi tra cui John Zorn, Fred Frith, Derek Bailey, Han Bennink, Toshinori Kondo, Camper Van Beethoven, Jello Biafra, Turbonegro, They Might Be Giants, Violent Femmes, Zu, Brian Ritchie e Jimmy Carl Black.

## Discografia parziale
- 1976 - Volume One: Solo Acoustic Guitar
- 1976 - Volume Two: Solo Acoustic Guitar
- 1977 - Improvised Music from Acoustic Piano and Guitar
- 1978 - School
- 1979 - Don't Punk Out
- 1980 - There's Be No Tears Tonight
- 1984 - Blues
- 1985 - Country Protest
- 1987 - LSD C&W – The History of the Chadbournes in America
- 1993 - Songs
- 1996 - Jesse Helms Busted with Pornography – The C&W Opera by Eugene Chadbourne
- 1996 - The Acquaduct
- 1996 - Boogie with the Hook
- 1997 - Psychad